# 이토시마군

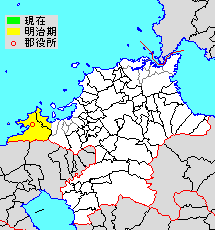
후쿠오카현 이토시마군의 위치

이토시마군(糸島郡, いとしまぐん은 일본 후쿠오카현에 있던 군이다.

## 군역
1896년 행정 구역으로 발족 당시의 군역은 아래 구역에 해당한다.
- 후쿠오카시
  - 니시구의 일부
- 이토시마시 전역

## 역사
- 1896년

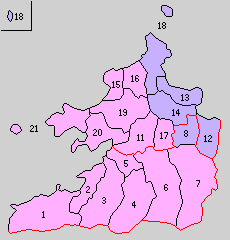
1.후쿠요시촌 2.후카에촌 3.이키산촌 4.나가이토촌 5.가후리촌 6.라이잔촌 7.이토촌 8.스센지촌 11.마에바루촌 12.이마주쿠촌 13.이마즈촌 14.모토오카촌 15.노기타촌 16.사쿠라이촌 17.하타에촌 18.고타촌 19.가야촌 20.고후지촌 21.게야촌 (보라: 후쿠오카시 분홍: 이토시마시)

  - 4월 1일 - 군제 시행에 따라 이토군·시마군의 구역으로 이토시마군이 발족. 다음의 정촌이 소속되었다.(19촌)
    - 구 이토군(8촌) - 후쿠요시촌(福吉村), 후카에촌(深江村), 이키산촌(一貴山村), 나가이토촌(長糸村), 가후리촌(加布里村), 라이잔촌(雷山村), 이토촌(怡土村)(현 이토시마시), 스센지촌(周船寺村)(현 후쿠오카시)
    - 구 시마군(11촌) - 마에바루촌(前原村)(현 이토시마시), 이마주쿠촌(今宿村), 이마즈촌(今津村), 모토오카촌(元岡村)(현 후쿠오카시), 노기타촌(野北村), 사쿠라이촌(桜井村), 하타에촌(波多江村)(현 이토시마시), 고타촌(小田村)(현 후쿠오카시), 가야촌(可也村), 고후지촌(小富士村), 게야촌(芥屋村)(현 이토시마시)

  - 10월 21일 - 고타촌이 개창히여 기타자키촌(北崎村)이 됨.
- 1901년 9월 15일 - 마에바루촌이 정제 시행으로 마에바루정(前原町)이 됨.(1정 18촌)
- 1931년 4월 1일 - 마에바루정·가후리촌·하타에촌이 합병하여, 새로이 마에바루정이 발족.(1정 16촌)
- 1941년 10월 15일 - 이마주쿠촌이 후쿠오카시에 편입.(1정 15촌)
- 1942년 4월 1일 - 이마즈촌이 후쿠오카시에 편입.(1정 14촌)
- 1951년 4월 1일 - 사쿠라이촌·노기타촌이 합병하여, 사쿠라노촌(桜野村)이 발족.(1정 13촌)
- 1955년)
  - 1월 1일(1정 6촌)
    - 가야촌·사쿠라노촌·고후지촌·게야촌이 합병하여, 시마촌(志摩村)이 발족.
    - 후카에촌·이키산촌·후쿠요시촌이 합병하여, 니조촌(二丈村)이 발족.
    - 마에바루정·라이잔촌·나가이토촌이 합병하여, 새로이 마에바루정이 발족.

  - 4월 1일 - 이토촌이 마에바루정에 편입.(1정 5촌)
- 1961년 4월 1일 - 기타자키촌·모토오카촌·스센지촌이 후쿠오카시에 편입.(1정 2촌)
- 1965년 4월 1일(3정)
  - 니조촌이 정제 시행으로 니조정(二丈町)이 됨.
  - 시마촌이 정제 시행으로 시마정(志摩町)이 됨.
- 1992년 10월 1일 - 마에바루정이 시제 시행으로 마에바루시(前原市)가 되어, 군에서 이탈.(2정)
- 2010년)1월 1일 - 니조정·시마정이 마에바루시와 합병하여 이토시마시(糸島市)가 발족. 이날 이토시마군은 폐지됨.